# Matsudaira Nobutsuna
Matsudaira Nobutsuna est un nom japonais traditionnel ; le nom de famille (ou le nom d'école), Matsudaira, précède donc le prénom (ou le nom d'artiste).
Matsudaira Nobutsuna (松平 信綱, 19 décembre 1596-4 mai 1662) est un daimyo du début de l'époque d'Edo, à la tête du domaine de Kawagoe. D'abord au service de Tokugawa Iemitsu comme page, il est renommé pour sa sagacité et nommé rōjū en 1633. Nobutsuna emmène les forces du shogunat à la victoire contre la rébellion de Shimabara. Son titre de cour est Izu no kami, qui est à l'origine de son surnom, « Izu le sage » (Chie Izu, 知恵伊豆).

## Biographie
Nobutsuna naît en 1596, fils de Ōkōchi Hisatsuna, important obligé de Tokugawa Ieyasu. Il est adopté comme l'héritier de son oncle, Matsudaira Masatsuna, en 1601. Après avoir été présenté à Hidetada et Ieyasu, il est nommé page du petit-fils de Ieyasu, Iemitsu. Il est très admiré par Iemitsu et renommé dans l'administration Tokugawa pour sa sagacité.
Dans les premières années de son service, il est hatamoto. En 1623, il reçoit le titre de cour de Izu no kami. Il devient daimyo en 1633, et reçoit le domaine d'Oshi pour fief.
Après l'échec de Itakura Shigemasa à réprimer la rébellion de Shimabara en 1637-1638, Matsudaira Nobutsuna prend le commandement des armées alliées et assiège le château de Hara, ce qui entraîne la réussite de la campagne.
Dans ses dernières années, il rejoint les hauts fonctionnaires Tokugawa tels que Hoshina Masayuki dans leur soutien au très jeune 4e shogun, Ietsuna, alors âgé de 10 ans.